# Поль Е дю Шастле
Поль Е дю Шастле (нар. в листопаді 1592, Бретань — пом. 6 квітня 1636, Париж) — французький політик, письменник і член Французької академії.

## Біографія
Поль Е дю Шастле був адвокатом парламенту в Ренні, переїхав до Парижа в 1623 році і став політичним помічником Рішельє. У 1634 році він входив до першого ешелону членів Французької академії (місце № 20). Його твори, атрибуція яких іноді оскаржується, мали політичні та сучасні мотиви. Його син з тим самим іменем (* 1620) також виступив зі своїми творами. Його молодший брат Даніель Е дю Шастле де Шамбон також був членом Французької академії.
Е дю Шастле була присвячена дисертація Поля Мольні (* 1992) у Національній школі хартій у 2017 році. Повна назва дисертації: Paul Hay du Chastelet ou la quotidienneté du pouvoir (Поль Е дю Шастле або повсякденність влади).

## Твори
- Discours au Roy, touchant les libelles faits contra le gouvernement de l'Estat . 1631 рік.
- Les entretiens des Champs Elizees . 1631 рік.
- L'Innocence justifiee en l'administration des affairses. Адресат au Roy . 1631 рік.
- Спостереження над життям і засудженням Маршаля де Марійяка . 1633 рік.
- Le Mercure d'Estat, ou Recueil de divers discours d'Estat . Женева 1634 р.
- Discours d'Estat sur les escrits de ce temps, auquel est faict response à plusieurs libelles diffamatoires publiez à Bruxelle par les ennemis de la France. 1635 рік.
- Recueil de diverses pièces pour servir à l'histoire . 1640 рік.